# Selom Mawugbe
Selom Mawugbe, né le 20 juillet 1998, à Lancaster en Californie, est un joueur américano-ghanéen de basket-ball. Il évolue au poste de pivot.

## Carrière junior

### À l'université
Entre 2016 et 2020, il joue pour les Cougars d'Azusa Pacific (en) à l'Azusa Pacific University (en).

## Carrière professionnelle

### Warriors de Santa Cruz (2020-2022)
Le 18 novembre 2020, automatiquement éligible à la draft 2020 de la NBA, Mawugbe n'est pas sélectionné.
Le 11 janvier 2021, il est sélectionné à la 9e position du second tour de la draft 2021 de G-League par les Warriors de Santa Cruz.
Durant l'été 2021, il participe à la NBA Summer League de Las Vegas avec les Warriors de Golden State.
Le 25 octobre 2021, il retourne chez les Warriors de Santa Cruz.
Durant l'été 2022, il participe à la NBA Summer League de Las Vegas et de San Francisco avec les Warriors de Golden State.

### Rostock Seawolves (2022-2023)
Le 5 août 2022, il part en Allemagne et signe avec les Rostock Seawolves (en).
En 34 matches de saison régulière, il a des moyennes de 8,7 points, 6,6 rebonds et 2,1 contres (meilleure moyenne du championnat) avec un pourcentage de réussite de 74,1% aux tirs. Il reçoit la récompense du meilleur défenseur de la saison.

### Le Mans SB (2023-2024)
Le 22 juin 2023, il part en France et signe un contrat avec Le Mans Sarthe Basket,. Mawugbe quitte le club en janvier 2024.

## Clubs successifs
- 2016-2020 :  Cougars d'Azusa Pacific (en) (NCAA)
- 2020-2022 :  Warriors de Santa Cruz (NBA Gatorade League)
- 2022-2023 :  Rostock Seawolves (en) (BBL)
- 2023-janvier 2024 :  Le Mans SB (Élite)

## Statistiques
gras = ses meilleures performances

### Universitaires
| Saison    | Équipe             | Matchs | Titul. | Min./m | % Tir | % 3pts | % LF | Rbds/m. | Pass/m. | Int/m. | Ctr/m. | Pts/m. |
| --------- | ------------------ | ------ | ------ | ------ | ----- | ------ | ---- | ------- | ------- | ------ | ------ | ------ |
| 2016-2017 | Azusa Pacific (en) | 28     | 0      | 11,2   | 43,3  | 0,0    | 46,7 | 2,64    | 0,21    | 0,57   | 1,39   | 1,43   |
| 2017-2018 | Azusa Pacific      | 32     | 32     | 22,7   | 62,6  | 0,0    | 63,3 | 6,81    | 0,81    | 0,62   | 2,78   | 6,00   |
| 2018-2019 | Azusa Pacific      | 31     | 31     | 25,9   | 63,1  | 0,0    | 66,2 | 8,00    | 0,87    | 1,03   | 3,45   | 11,81  |
| 2019-2020 | Azusa Pacific      | 29     | 29     | 27,4   | 71,8  | 0,0    | 69,8 | 10,45   | 2,00    | 1,10   | 3,14   | 16,86  |
| Carrière  | Carrière           | 120    | 92     | 22,0   | 65,6  | 0,0    | 65,9 | 7,03    | 0,97    | 0,83   | 2,72   | 9,06   |

## Palmarès

### Universitaire
- PacWest défenseur de l'année en 2019
- PacWest joueur de l'année en 2020

### Professionnel
- Meilleur défenseur de la BBL en 2023